# 龙门畈乡
龙门畈乡，是中华人民共和国江西省上饶市横峰县下辖的一个乡镇级行政单位。

## 行政区划
龙门畈乡下辖以下地区：
龙门村、童家村、满团村、鲁村、宜兴村、柯家村、土岩村、霞坊村、钱家村、坊源村和洋叶村。